# Hanspaul Menara
Hanspaul Menara (Vipiteno, 7 maggio 1945) è uno scrittore, alpinista e giornalista italiano, altoatesino di madrelingua tedesca.
Menara è noto per le sue numerose pubblicazioni sull'Alto Adige, scritte in lingua tedesca, ma tradotte frequentemente in italiano ed in altre lingue. Si tratta di guide alle montagne della Provincia, alle vette, ai rifugi, ai laghi alpini, ma anche saggi sui sentieri preistorici e sui castelli. Per questo è considerato uno dei precursori nella pubblicazione di libri sull'escursionismo in montagna.
Al 2006, aveva venduto 650 000 copie delle sue pubblicazioni

## Opere scelte
- (DE) Hanspaul Menara, Josef Rampold, Südtiroler Bergtouren : ein Bildführer, Bolzano, Athesia, 1976.
- Hanspaul Menara, Alti sentieri delle Dolomiti: 50 itinerari anulari, Bolzano, Athesia, 1985.
- Hanspaul Menara, Ladinia: cuore delle Dolomiti, Bolzano, Athesia, 1986.
- Hanspaul Menara, Escursioni ai rifugi del Sudtirolo, Bolzano, Athesia, 2003, ISBN 88-8266-240-3.
- Hanspaul Menara, Castelli del Sudtirolo, Bolzano, 2003, ISBN 978-88-8266-173-1.
- Hanspaul Menara, Passeggiate del Sudtirolo, Bolzano, Athesia, 2006, ISBN 88-8266-363-9.
- Hanspaul Menara, Prestigiosi 3000 del Sudtirolo, Bolzano, 2007.